# KOIBUMI
《KOIBUMI》為林原惠的第31張單曲，於2002年9月25日發行。
由King Records發行、販賣（KICM-3035 / KICM-3036）。

## 概要
- 收錄曲皆為電視動畫《朝霧的巫女》的主題曲及插曲。
- 歌詞的表現也可看出這些歌曲為商業搭配作品。另外，「KOIBUMI」的歌詞引用了《万葉集》的和歌。
- CD封面分為「林原惠版（普通版）」和「朝霧的巫女（動畫版）」2種。
- 在Oricon音樂排行榜的週排行榜中，初登場即獲得第7名（進榜次數為10次）。

## 内容
1. KOIBUMI [4:54]
  - 作詞：MEGUMI 作曲・編曲：高橋剛
  - 電視動畫《朝霧的巫女》片尾曲
2. 天未亮、夜已過 [5:00]
  - 作詞：MEGUMI 作曲・編曲：高橋剛
  - 電視動畫《朝霧的巫女》插曲（也用於最後一集的片尾曲）
3. faint love [4:14]
  - 作詞：MEGUMI 作曲・編曲：高橋剛
  - 電視動畫《朝霧的巫女》片頭曲
4. KOIBUMI （OFF VOCAL VERSION）
5. 天未亮、夜已過 （OFF VOCAL VERSION）
6. faint love （OFF VOCAL VERSION）

## 收錄專輯
- KOIBUMI
《center color》（收錄remix version）
《Plain》
- 天未亮、夜已過
《center color》
- faint love
《center color》